# Liste der Komponisten/N

## Na
- Jan Paul Nagel (1934–1997)
- Manuela Nägele (* 1967)
- Nakanoshima Kin-ichi (1904–1984)
- Conlon Nancarrow (1912–1997)
- Giovanni Bernardino Nanino (um 1560–1623)
- Giovanni Maria Nanino (um 1545–1607)
- Édouard Nanny (1872–1942)
- Artur Napoleão (1843–1925)
- Eduard Naprawnik (1839–1916)
- Onutė Narbutaitė (* 1956)
- Pietro Nardini (1722–1793)
- James Nares (1715–1783)
- Luis de Narváez (* um 1505; † nach 1549)
- Stefano Nascimbeni (um 1561–1621)
- Ezzat Nashashibi (* 1964)
- Elisabeth Naske (* 1963)
- Pablo Nasarre (1664–1724)
- Sulchan Nassidse (1927–1996)
- Yves Nat (1890–1956)
- Pompeo Natale (1620–1681)
- Stephen Étienne Nau (um 1600–1647)
- Jacques-Christophe Naudot (um 1690–1762)
- Johann Friedrich Naue (1787–1858)
- Johann Gottlieb Naumann (1741–1801)
- Siegfried Naumann (1919–2001)
- Hans Naumilkat (1919–1994)
- Johann Nauwach (1595–1630)
- Antonio Maria Nava (1775–1826)
- Francesco Navara (2. Hälfte 17. Jahrhundert)
- Guillaume Navoigille (um 1745–1811) (né à Givet vers 1745 - mort en novembre 1811)
- Lior Navok (* 1971)
- Ernesto Nazareth (1863–1934)

## Ne
- Joachim Neander (1650–1680)
- José de Nebra (1702–1768)
- Oskar Nedbal (1874–1930)
- Wilhelm Neef (1916–1990)
- Christian Gottlob Neefe (1748–1798)
- Vic Nees (1936–2013)
- Marțian Negrea (1893–1973)
- Cesare Negri (1535–1604)
- Giacomo Negri (1592–nach 1646)
- Giulio Santo Pietro de Negri (um 1570–1620)
- Heinrich August Neithart (1793–1861)
- Václav Nelhýbel (1919–1996)
- Octavian Nemescu (1940–2020)
- Alexander Pawlowitsch Nemtin (1936–1999)
- Pomponio Nenna (1556–1608)
- Dimitar Nenow (1901–1953)
- Alberto Nepomuceno (1864–1920)
- Massimiliano Neri (Negri) (um 1623 bis um 1673)
- Johann Baptist Georg Neruda (1707–1780)
- Marcos Coelho Neto (1763–1823)
- Giovanni Cesare Netti (1649–1686)
- Johann Jacob de Neufville (1684–1712)
- Joseph Neuhäuser (1890–1949)
- Wilhelm Neuland (1806–1889)
- Hermann Neuling (1897–1967)
- Helmut Neumann (* 1938)
- Andreas Neunhaber (1603–1663)
- Jochen Neurath (* 1968)
- Hans Neusidler (1508 oder 1509–1563)
- Melchior Neusidler (*um 1531; † um 1591)
- Valentin Neuville (1863–1941)
- Olga Neuwirth (* 1968)
- Ignácio Parreiras Neves (um 1720–1794)
- Elmira Nəzirova (1928–2014)

## Ni
- Şerban Nichifor (* 1954)
- Andreas Nick (* 1953)
- Winand Nick (1831–1910)
- Jean Louis Nicodé (1853–1919)
- Dimitri Nicolau (1946–2008)
- Otto Nicolai (1810–1849)
- Ștefan Niculescu (1927–2008)
- Giuseppe Nicolini (1762–1842)
- Louis Niedermeyer (1802–1861)
- Carl Nielsen (1865–1931)
- Ludolf Nielsen (1876–1939)
- Svend Nielsen (* 1937)
- Tage Nielsen (1929–2003)
- Walter Niemann (1876–1953)
- Hans-Lutz Niessen (1920–1982)
- Francesco Nigetti (1603–1680)
- Serge Nigg (1924–2008)
- Tolia Nikiprowetzky (1916–1997)
- Józef Nikorowicz (1827–1890)
- Bo Nilsson (1937–2018)
- Akira Nishimura (1953–2023)
- Guillaume Gabriel Nivers (um 1632–1714)
- Andrzej Niżankowski (um 1580–1655)

## No
- Herbert Nobis (* 1941)
- Marlos Nobre (1939–2024)
- Albert A. Noelte (1885–1946)
- Georg Noëlli (~1727–1789)
- Giovanni Battista Noferi (~1730–1782)
- Pedro Lopes Nogueira (um 1700 bis um 1770)
- Antonio Nola (1642 bis nach 1701)
- Jörg Nonnweiler (* 1959)
- Luigi Nono (1924–1990)
- Anthoni van Noordt (um 1620–1675)
- Sybrandus van Noordt (1659–1705)
- Gladys Nordenstrom (1924–2016)
- Pehr Henrik Nordgren (1944–2008)
- Arne Nordheim (1931–2010)
- Richard Nordraak (1842–1866)
- Per Nørgård (1932–2025)
- Ib Nørholm (1931–2019)
- Ludvig Norman (1831–1885)
- Zygmunt Noskowski (1846–1909)
- Michail Nossyrew (1924–1981)
- Angelo Notari (1566–1663)
- Willi Nöther (1912–2004)
- Jean-Baptiste Nôtre (1732–1807)
- Martin Gustav Nottebohm (1817–1882)
- Jan Novák (1921–1984)
- Janez Baptist Novak (um 1756–1833)
- Vítězslav Novák (1870–1949)
- Dieter Nowka (1924–1998)
- Jacob Nozeman (1693–1745)

## Nu
- Julius van Nuffel (1883–1953)
- Emmanuel Nunes (1941–2012)
- Juan Carlos Núñez (* 1947)
- Çary Nurymow (1941–1993)
- Johann Abraham Nüske (1796–1865)
- Frederick Nussen (~1749–1779)
- Otmar Nussio (1902–1990)

## Ny
- Michael Nyman (* 1944)
- Knut Nystedt (1915–2014)
- Gösta Nystroem (1890–1966)